# Caity Lotz
Caity Lotz, all'anagrafe Caitlin Marie Lotz (San Diego, 30 dicembre 1986), è un'attrice e modella statunitense.

## Biografia
Lotz ha iniziato la sua carriera come ballerina, partecipando a tour con Avril Lavigne e Lady Gaga e comparendo in diversi video musicali, tra cui Paparazzi e LoveGame di Lady Gaga, One Love di David Guetta ed Estelle, Tell Me Something I Dont Know di Selena Gomez, Mesmerized di Faith Evans, Freeze di T-Pain, Baby It's You di JoJo e Evacuate The Dancefloor di Cascada. È anche apparsa in pubblicità di Reebok, Jack in the Box e T-Mobile, ha ballato nella webserie The Legion of Extraordinary Dancers, è stata in tour con la produzione teatrale hip hop Groovaloo e lavorato come controfigura in film come Step Up 3D. La Lotz ha studiato arti marziali, in particolare il Karate stile Shotokan, stile Shito-Ryu, stile Wado-Ryu, il Taekwondo e il Muay Thai. Pratica anche il parkour e il tricking.
Nel 2005, è entrata nella band femminile Soccx. Nel 2006 il gruppo ha pubblicato il suo singolo di debutto, From Dusk Till Dawn (Get The Party Started), cui ha fatto seguito nel 2007 il singolo Scream Out Loud. Entrambi hanno raggiunto la top 10 in Germania. Il loro album di debutto, Hold On, è stato pubblicato nel 2007 e il loro terzo singolo, Can't Take My Eyes Off You, nel 2008.
La Lotz ha posato come modella per Men's Health e Esquire, per quest'ultima in collaborazione con il sito web Me In My Place.
Ha iniziato la sua carriera di attrice nel 2006 con un piccolo ruolo nel film sul cheerleading Ragazze nel pallone - Tutto o niente. Nel 2010 ha ricoperto una parte nel terzo episodio di Law & Order: LA ed è stata ingaggiata per un ruolo fisso nella quarta stagione della serie televisiva Mad Men come Stephanie, nipote di Anna Draper. Nel 2011 ha interpretato il ruolo dell'Ufficiale Kirsten Landry, uno dei personaggi principali nella black comedy e horror mockumentary di MTV Death Valley. Lotz esegue tutti i suoi stunt nello show.
La Lotz ha fatto parte del cast di Live at the Foxes Den e di Battle of the Year - La vittoria è in ballo a fianco di Josh Holloway. Inoltre ha recitato con Casper Van Dien e Agnes Bruckner nel thriller soprannaturale The Pact, che ha debuttato nel 2012 al Sundance Film Festival.
Lotz compare inizialmente nella seconda stagione della serie TV Arrow nel ruolo di Sara Lance dichiarata morta nella prima stagione e tornata nella serie come Canary, supereroina dell'universo DC Comics. Morirà veramente resuscitando come White Canary in Legends of Tomorrow, spin off delle serie televisive Arrow e The Flash.

## Filmografia

### Cinema
- Ragazze nel pallone - Tutto o niente (Bring It On: All or Nothing), regia di Steve Rash (2006)
- The Pact, regia di Nicholas McCarthy (2012)
- Cold & Ugly, regia di Tony McNeal (2012)
- The Machine, regia di Caradog W. James (2013)
- Out of the Blue, regia di Eva Longoria (2013)
- Battle of the Year - La vittoria è in ballo (Battle of the Year: The Dream Team), regia di Benson Lee (2013)
- Live at the Foxes Den, regia di Michael Kristoff (2013)
- The Pact 2, regia di Dallas Richard Hallam e Patrick Horvath (2014)
- Missed Call, regia di Susana Hornil (2015)
- 400 giorni (400 Days), regia di Matt Osterman (2015)
- Small Town Crime, regia di  Eshom Nelms and Ian Nelms (2017)
- Year One, regia di  Annabel Teal (2018)

### Televisione
- Law & Order: LA – serie TV, episodio 1x03 (2010)
- Mad Men – serie TV, 5 episodi (2010-2015)
- Death Valley – serie TV, 11 episodi (2011)
- The LXD: The Legion of Extraordinary Dancers – serie TV, episodio 3x07 (2011)
- NTSF:SD:SUV:: – serie TV, episodio 2x04 (2012)
- Burning Love – serie TV, episodio 3x14 (2013)
- Arrow – serie TV, 38 episodi (2013-2020)- Sara Lance/Canary/White Canary
- Stalker – serie TV, episodio 1x06 (2014)
- Legends of Tomorrow – serie TV – Sara Lance/White Canary 110 episódi (2015-2022)
- Robot Chicken – serie TV, episodio 8x11 (2016)
- Supergirl – serie TV,   2 episodi- Ruolo: Sara Lance/White Canary (2017- 2021)
- The Flash - serie TV,  3 episodi - Ruolo: Sara Lance/White Canary (2016- 2023)

## Doppiatrici italiane
Nelle versioni in italiano dei suoi film, Caity Lotz è stata doppiata da:
- Valentina Mari in Arrow, Stalker, Legends of Tomorrow, Supergirl, The Flash, Batwoman
- Joy Saltarelli in Mad Men
- Alessia Amendola in Battle of the Year - La vittoria è in ballo
- Domitilla D'Amico in Death Valley
- Martina Felli in The Machine